# Tomice (gmina)

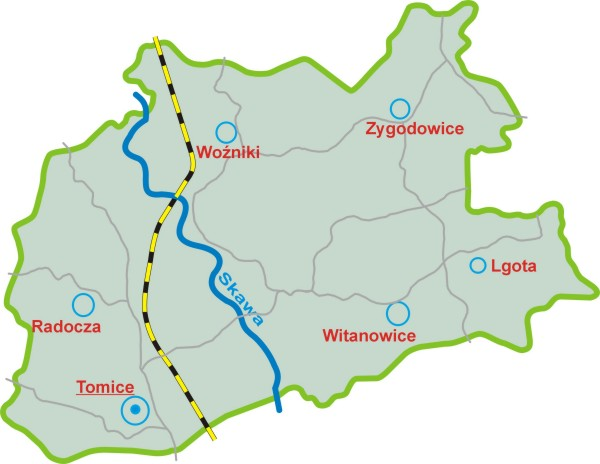
mapka gminy Tomice

Tomice – gmina wiejska w województwie małopolskim, w powiecie wadowickim. W latach 1975–1998 gmina położona była w województwie bielskim. Leży wzdłuż dolnego biegu rzeki Skawy w obszarze Karpat Zachodnich. Siedzibą gminy są Tomice.
W 2016 roku gminę zamieszkiwało 8011 osób.

## Historia
Teren dzisiejszej gminy Tomice do 1179 r. był w całości częścią Ziemi Krakowskiej. Później zachodnia jej część znalazła się we władaniu opolskich Piastowiczów, a od 1274 r. w posiadaniu książąt śląskich z Cieszyna, Oświęcimia i Zatora. W XIV wieku obszar ten pozostawał w lennej zależności od monarchów czeskich. Pogranicze Śląska i Małopolski było miejscem wzmożonej akcji osadniczej na przełomie XIII i XIV wieku. Wówczas to pojawiły się wszystkie miejscowości objęte teraz granicami gminy Tomice. Potwierdzenie swego bytu znajdują w następujących latach: Lgota – w 1380 r., Radocza – w 1326 r., Tomice – w 1389 r., Witanowice – w 1317 r., Woźniki – w 1239 r., Zygodowice – w 1313 r. W okresie od 1445 r. do 1564 r. wchodziły w skład księstwa zatorskiego, następnie (do 1772 r.) należały do powiatu śląskiego z siedzibą władz w Oświęcimiu. Dalsze lata przynoszą przynależność do powiatów w Zatorze i w Kętach oraz cyrkułu w Myślenicach. Zaborca austriacki włączył je również do diecezji rzymskokatolickiej w Tarnowie. Od 1819 r. tereny obecnej gminy Tomice pozostają w granicach cyrkułu wadowickiego, a od 1867 r. do chwili obecnej w obrębie powiatu wadowickiego (z przerwami w latach 1939–1945 i 1975–1998). Okres hitlerowskiej okupacji przyniósł podział tego terenu na linii rzeki Skawy na obszary włączone do Rzeszy Niemieckiej i Generalnego Gubernatorstwa. W 1973 r. w miejsce gromad: Radocza, Witanowice i Woźniki utworzono Gminę Tomice.

## Struktura powierzchni
Według danych z roku 2002 gmina Tomice ma obszar 41,73 km², w tym:
- użytki rolne: 70%
- użytki leśne: 13%

Gmina stanowi 6,46% powierzchni powiatu.

## Demografia
Dane za 2014:
| Opis                              | Ogółem | Ogółem | Kobiety | Kobiety | Mężczyźni | Mężczyźni |
| --------------------------------- | ------ | ------ | ------- | ------- | --------- | --------- |
| jednostka                         | osób   | %      | osób    | %       | osób      | %         |
| populacja                         | 7886   | 100    | 3885    | 49,26   | 4001      | 50,73     |
| gęstość zaludnienia (mieszk./km²) | 187,7  | 187,7  | 92,5    | 92,5    | 95,2      | 95,2      |

Liczba ludności w 2015 roku:
- Lgota – 440 mieszkańców
- Radocza – 1812
- Tomice – 2641
- Witanowice – 1321
- Woźniki – 1286
- Zygodowice – 445

- Piramida wieku mieszkańców gminy Tomice w 2014 roku[3].

## Miejscowości
Na terenie gminy znajduje się 6 sołectw we wsiach:
Lgota, Radocza, Tomice, Witanowice, Woźniki, Zygodowice.

## Sąsiednie gminy
Brzeźnica, Spytkowice, Wadowice, Wieprz, Zator